# Брати Райт
Брати Вілбер та Орвілл Райт (англ. Wilbur Wright (1867—1912) та англ. Orville Wright (1871—1948)) — американські авіаконструктори, льотчики, піонери авіації.

## Життєпис
Вілбер народився 16 квітня 1867 року біля Ньюкасла в Індіані, а Орвілл — 19 серпня 1871-го в Дейтоні, штат Огайо. Їхній батько був єпископом і через його роботу родині доводилося часто переїжджати, аж поки 1884 року вони не влаштувалися в Дейтоні. Навчання в школі ніколи не було для братів особливо важливим, а вищу освіту вони так і не здобули. У школі почали робити повітряних зміїв, яких продавали.
У 1892 році брати відкрили крамницю з продажу велосипедів, згодом — ремонтну майстерню, а в 1895 році — власне виробництво велосипедів.
У 1900 році вони почали експериментувати зі своїм першим планером у Кітті-Гок, а в 1901 році випробували другий планер. У 1902 році приступилися до створення першого моторного аероплана, двигун для якого зібрали самі. Маса двигуна — 77 кг, швидкість обертання вала — 1200 об/хв, потужність — 12 кінських сил.
Вони створили власну аеродинамічну трубу, у якій і проводили свої дослідження. Перш ніж здійснити перший політ, брати виготовили близько 200 видів моделей. У кожній із них вони намагалися відтворити ідеальне поєднання льотних якостей.
17 грудня 1903 зробили перший в історії пілотований політ на моторному аероплані Wright Flyer. Віддаль першого польоту (пілотом був Орвілл) склала 37 метрів. Апарат пробув у повітрі 12 секунд. У той же день уже Вілбер протримався в повітрі 59 секунд і подолав 260 метрів.
Перший літак був зроблений із ялинових планок, його довжина становила 6,4 метра, висота — 2,7 метра, розмах крил — 12,3 метра. Пропелер приводився в рух ланцюговою передачею, подібною до велосипедної.
Протягом наступних двох років брати Райт продовжували вдосконалювати конструкцію аероплана й здійснили понад 200 польотів. 22 травня 1906 року одержали патент на свій винахід. 1908 року вони здійснили декілька поїздок по всьому світу, демонструючи можливості своїх літальних апаратів. У 1909 році брати створили компанію «Райт», що займалась виробництвом літаків та підготовкою пілотів.
Брати надали суттєву підтримку становленню і розвитку Співтовариства автомобільних інженерів SAE (нині — SAE International), яке на їх честь запровадило «Медаль братів Райт» — нею нагороджували авторів найкращих науково-технічних публікацій на авіаційну тематику.
30 травня 1912 року в Дейтоні помер від черевного тифу Вілбер Райт. Орвілл помер 30 січня 1948 року також у Дейтоні. Після його смерті перший моторний аероплан «Флаєр-1» був переданий як експонат у Смітсонівський інститут у Вашингтоні.